# Mario López
Mario Michael López Jr. (San Diego, 10 ottobre 1973) è un attore e conduttore televisivo statunitense.
È noto soprattutto per aver interpretato, dal 1989 al 1993, il ruolo di A.C. Slater nella serie televisiva Bayside School.

## Biografia
Figlio di Mario Michael Lopez e di Elvia, due impiegati di origine messicana, nel 1988 ottiene un piccolo ruolo in Colors - Colori di guerra. Negli anni successivi ha partecipato prevalentemente a film per la televisione. Dal 1998 al 2000 ha interpretato Bobby Cruz nella serie TV Pacific Blue. Nel 2005 ha partecipato al doppiaggio del film d'animazione Aloha, Scooby-Doo!. Nel 2006 ha interpretato per breve tempo il Dr. Christian Ramirez nella soap opera Beautiful, e nello stesso anno ha partecipato al reality show Dancing with the Stars, versione statunitense di Ballando con le stelle. Appare, per un totale di 8 episodi, nella quarta e sesta stagione di Nip/Tuck nei panni del dottor Mike Hamoui. Dal 2008 è il conduttore del programma televisivo statunitense America's Best Dance Crew. Nel 2012 conduce la seconda edizione del talent show televisivo The X Factor US insieme alla collega Khloé Kardashian; nello stesso anno trasmette il programma radiofonico 'ON With Mario Lopez', che va in onda su Premiere Networks.

### Controversie
Alla pubblicazione del proprio libro Behind the bell, uscito nel 2009, l'attore Dustin Diamond accusò Lopez di aver molestato una ragazza sul set di Bayside School e che la NBC, il network che produceva lo show, l'avrebbe pagata affinché non lo denunciasse.

### Vita privata
Il matrimonio con Ali Landry è stato annullato. Si dichiara cattolico e va in chiesa ogni settimana. Nel marzo del 2010 ha annunciato che la sua compagna Courtney Mazza Laine aspettava un bambino. La loro figlia, di nome Gia Francesca Lopez, è nata l'11 settembre 2010, a Burbank, in California. La coppia si è sposata in Messico il 1º dicembre 2012; la loro torta di nozze è stata protagonista di un episodio della trasmissione Il boss delle torte. Il secondo figlio, Dominic Luciano Lopez, è nato il 9 settembre 2013 in California; il terzo figlio Santino Rafael Lopez è nato l'8 Luglio 2019.
A 10 anni la sua prima fidanzatina fu Fergie, conosciuta sul set dello show per bambini Kids Incorporated.

## Filmografia

### Attore
- Simon & Simon – serie TV, un episodio (1984)
- a.k.a. Pablo – serie TV (1984)
- Be Somebody... or Be Somebody's Fool! (1984) Uscito in home video
- Disneyland (Disneyland), nell'episodio "The Deacon Street Deer" (1986)
- Comedy Factory, nell'episodio "The Arena" (1986)
- Kids Incorporated (1984-1986), serie TV
- Kids Incorporated: Rock in the New Year (1986), film TV
- Chartbusters (1986) Uscito in home video
- L'ultima avventura (The Last Fling) (1987), film TV
- Cuori senza età (The Golden Girls), nell'episodio "Dorothy's Prized Pupil" (1987)
- Colors - Colori di guerra (Colors), regia di Dennis Hopper (1988)
- Who Shrunk Saturday Morning? (1989), film TV
- Bayside School (Saved by the Bell) – serie TV (1989-1992)
- Bayside School - Avventura hawaiana (Saved by the Bell: Hawaiian Style), regia di Don Barnhart – film TV (1992)
- CBS Schoolbreak Special, nell'episodio "Big Boys Don't Cry" (1993)
- Bayside School - Un anno dopo (Saved by the Bell: The College Years) – serie TV (1993-1994)
- Bayside School - Matrimonio a Las Vegas (Saved by the Bell: Wedding in Las Vegas) (1994), film TV
- El cóndor de oro (1996)
- Bayside School - La nuova classe (Saved by the Bell: The New Class) – serie TV, 2 episodi (1994-1996)
- Depraved (1996)
- Breaking the Surface: The Greg Louganis Story (1997), film TV
- L'ultima lezione del professor Griffin (Killing Mr. Griffin) (1997), film TV
- Il lago della paura - Fever Lake (Fever Lake) (1997) Uscito in home video
- Union Square, nell'episodio "No Sex 'Til After Homework (1997)
- The Journey: Absolution (1997)
- USA High (USA High), negli episodi "Everybody Loves Raphael" (1998) e "Raphael's Proposal" (1998)
- Eastside (1999)
- Pacific Blue (Pacific Blue) – serie TV (1998-2000)
- Big Brother Trouble (2000)
- Resurrection Blvd. (Resurrection Blvd.), nell'episodio "Sensi di colpa" (2000)
- Cover Me: Based on the True Life of an FBI Family, nell'episodio "Viva Zapatos" (2001)
- A Crack in the Floor (2001)
- Popular (Popular), nell'episodio "La sfida delle grandi menti" (2001)
- Outta Time (2002)
- King Rikki (2002)
- Pauly Shore Is Dead (2003)
- A Sicilian Tale (2003) Uscito in home video
- Eve, nell'episodio "Hi Mom" (2003)
- The Soluna Project (2004), film TV
- The Bad Girl's Guide, nell'episodio "The Guide to Being in the Mood" (2005)
- Mind of Mencia, nell'episodio 2x1 (2006)
- Beautiful (The Bold and the Beautiful) (2006), soap opera
- George Lopez, nell'episodio "George Can't Let Sleeping Mexicans Lie" (2007)
- Un fidanzato per mamma e papà (Holiday in Handcuffs), regia di Ron Underwood – film TV (2007)
- Eight Days a Week (2007), film TV
- Nip/Tuck – film TV (2006-2010)
- In viaggio con una rock star (Get Him to the Greek) (2010)
- Honey 2 - Lotta ad ogni passo (Honey 2), regia di Bille Woodruff (2011)
- Sesamo apriti (Sesame Street), nell'episodio "Me Am What Me Am" (2012)
- The Stream (2013)
- Hits (2014)
- Prank It Forward (2014) Cortometraggio
- The Chica Show – serie TV (2012-2014)
- The Tonight Show Starring Jimmy Fallon, nell'episodio "Vin Diesel/Carl Reiner/Kobe Bryant/Iggy Azalea and Jennifer Hudson" (2015) Non accreditato
- Powers, nell'episodio "Un nuovo caso per Walker" (2015)
- Grease Live! (2016), film TV
- Nashville (Nashville), negli episodi "Un motivo in più per odiarti" (2015) e "Problemi con la verità" (2016)
- Vite da popstar (Popstar: Never Stop Never Stopping) (2016)
- Flock of Dudes (2016)
- Still the King, nell'episodio "The Beginning of the End of the Beginning" (2016)
- NCIS: New Orleans (NCIS: New Orleans), nell'episodio "Uomo in fiamme" (2016)
- General Hospital (General Hospital), nell'episodio 1x13815 (2017)
- A Very Merry Toy Store (2017), film TV
- Jane the Virgin (Jane the Virgin), nell'episodio "Capitolo Settantanove" (2018)
- This Is Us (This Is Us), nell'episodio "	Scandalo a Filadelfia" (2018)
- The Other Two, nell'episodio "Pilot" (2019)
- Bayside School (Saved by the Bell) – serie TV, 20 episodi (2020-in corso)
- Ashley Garcia: anche i geni si innamorano (The Expanding Universe of Ashley Garcia), serie TV (2020)

### Doppiatore
- Aloha, Scooby-Doo! (Aloha, Scooby-Doo!) (2005) Uscito in home video
- Husband for Hire (2008), film TV
- Robot Chicken (Robot Chicken), nell'episodio "Boo Cocky" (2008)
- Mamma, che Natale da cani! (The Dog Who Saved Christmas) (2009), film TV
- Un bianco Natale per Zeus (The Dog Who Saved Christmas Vacation) (2010), film TV
- I Puffi 2 (The Smurfs 2) (2013)
- Zeus - Una Pasqua da cani (The Dog Who Saved Easter) (2014)
- Olly il sottomarino e il tesoro dei pirati (Dive Olly Dive and the Pirate Treasure) (2014)
- Un'estate da cani - Il ritorno di Zeus (The Dog Who Saved Summer) (2015)
- Jeff & Some Aliens, nell'episodio "Jeff & Some Laughs" (2017)
- Elena di Avalor (Elena of Avalor) (2018), serie TV

### Produttore
- Champs (2014) Documentario
- Los Golden Boys (2015) Miniserie TV
- A Very Merry Toy Store (2017), film TV

#### Co-produttore
- Outta Time (2002)

#### Produttore esecutivo
- Mario Lopez: Saved by the Baby (2010), serie TV
- H8R (2011), serie TV
- Mario & Courtney's Wedding Fiesta (2012), special TV
- Love & Salsa (2014), serie TV

## Doppiatori Italiani
Nelle versioni in italiano delle opere in cui ha recitato, Mario López è stato doppiato da:
- Fabrizio Vidale in Bayside School - Avventura Hawaiana, Bayside School - Un anno dopo, Bayside School - Matrimonio a Las Vegas, Saved by the Bell - The New Class, Bayside School, L'ultima lezione del professor Griffin
- Luca Ferrante in Nip/Tuck (st. 4)
- Fabrizio Odetto in Nip/Tuck (st. 6)
- Fabio Boccanera in Pacific Blue
- Marco Vivio in Honey 2
- Gabriele Sabatini in The Closer
- Gabriele Tacchi in Le avventure di Rocky e Bullwinkle
- Gianluca Solombrino in Major Crimes
- Simone Olivieri in Too hot to handle